# Piazzale Michelangelo
Pour les articles homonymes, voir Michelangelo (homonymie).
L'esplanade Michel-Ange (Piazzale Michelangelo en italien) à Florence est une place en belvédère qui permet le plus fameux panorama sur toute la ville, près de son centre historique.

## Présentation
Réalisé en 1869 par l'architecte Giuseppe Poggi sur une colline qui surplombe le centre historique, il s'agit d'un des travaux de réhabilitation urbaine, commencée en 1865, de la rive gauche de l'Arno appelé Risanamento, pendant lequel furent créés les boulevards périphériques, la Piazza della Repubblica au centre, à la place du ghetto, la Viale dei Colli, un boulevard long de huit kilomètres, au sommet duquel fut réalisée la place. La chronique de sa construction rapide a été décrite dans le détail par le journaliste italien Pietro Ferrigni (sous le pseudonyme de Yorick) qui ne manque pas de se référer à une partie des Florentins déplacés « par cette excessive dépense » de la construction.
La place, dédiée au grand artiste de la Renaissance Michel-Ange, présente les copies de quelques-unes de ses célèbres œuvres conservées à Florence : le David et les quatre allégories de la chapelle des Médicis de la basilique de San Lorenzo placées sur les sépultures de Laurent, duc d'Urbin et de Julien, duc de Nemours. Ces copies sont réalisées en bronze, alors que les originaux sont tous en marbre blanc de Carrare.
Poggi dessina même la loggia de style néoclassique qui est aujourd'hui un café-restaurant, le Palazzina del Caffè, et le boulevard nommé  Viale Michelangelo. À l'origine la loggia aurait dû recevoir un musée d'œuvres de Michel-Ange, mais ce ne fut jamais réalisé. Sur les murs du balcon, posté sous la loggia, se trouve un épigraphe qui rappelle l'auteur de l'œuvre architecturale : Giuseppe Poggi architetto fiorentino volgetevi attorno ecco il suo monumento - MCXXI (Giuseppe Poggi architecte florentin a réalisé ce monument - MCXXI).
Le panorama embrasse le cœur de Florence, du Forte Belvedere à l'église de Santa Croce, passe par les Lungarni et les ponts de Florence enchaînés depuis le Ponte Vecchio ; se détachent le Duomo, le Palazzo Vecchio, le Bargello et le campanile octogonal de la Badia Fiorentina, sans oublier les collines au nord de la ville avec au centre Fiesole et Settignano.
Outre le boulevard Michelangelo, réalisé dans ces mêmes années, on peut accéder à la place à pied en parcourant l'escalier monumental dit Rampe del Poggi depuis la Piazza Poggi dans le quartier de San Niccolò.

## Galerie

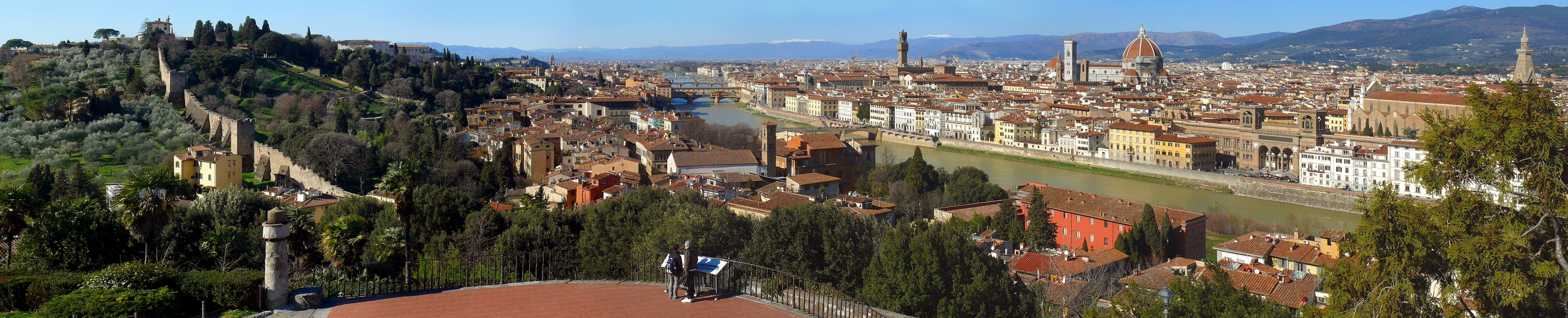
Le panorama depuis l'esplanade

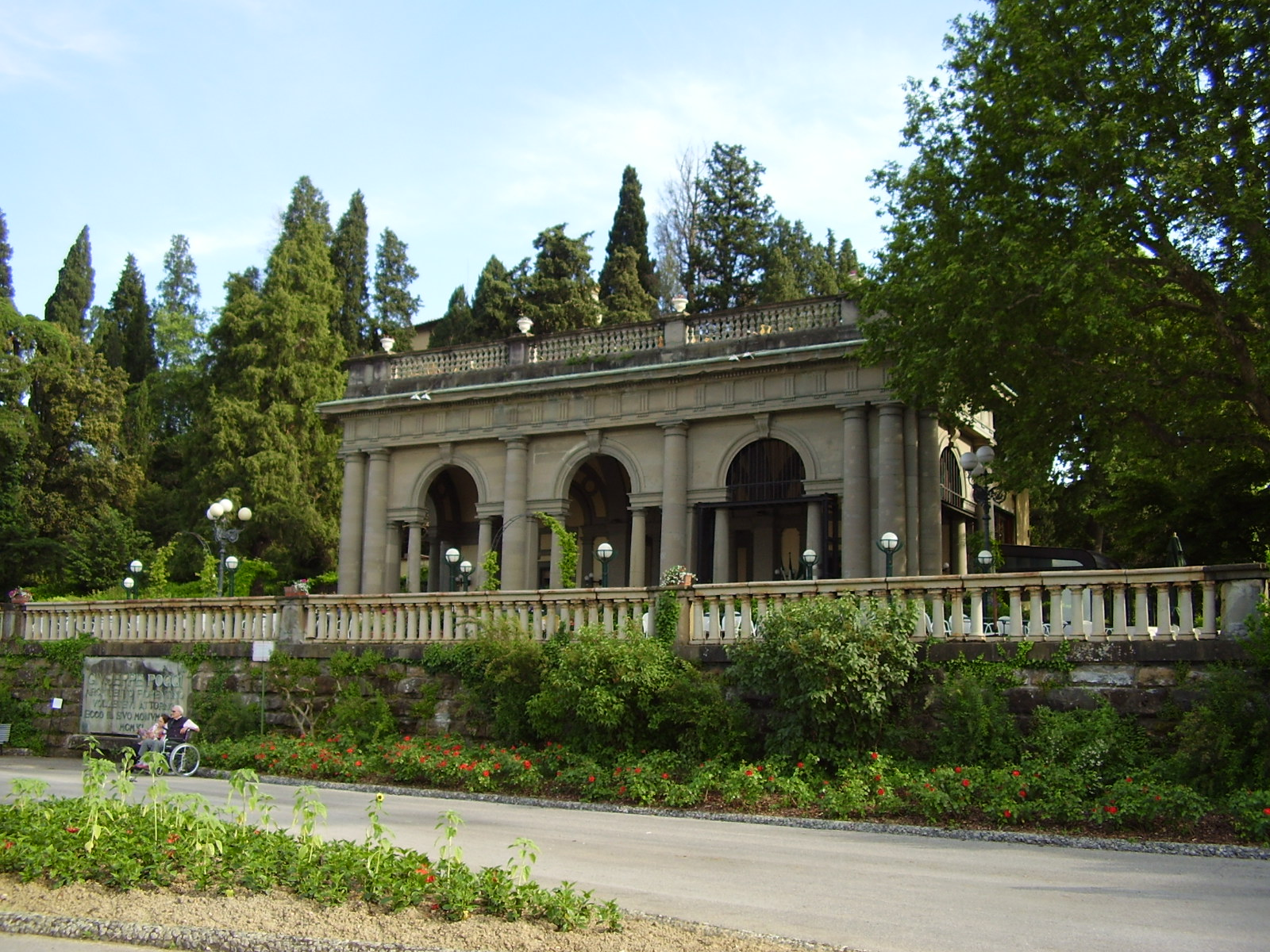
La Loggia

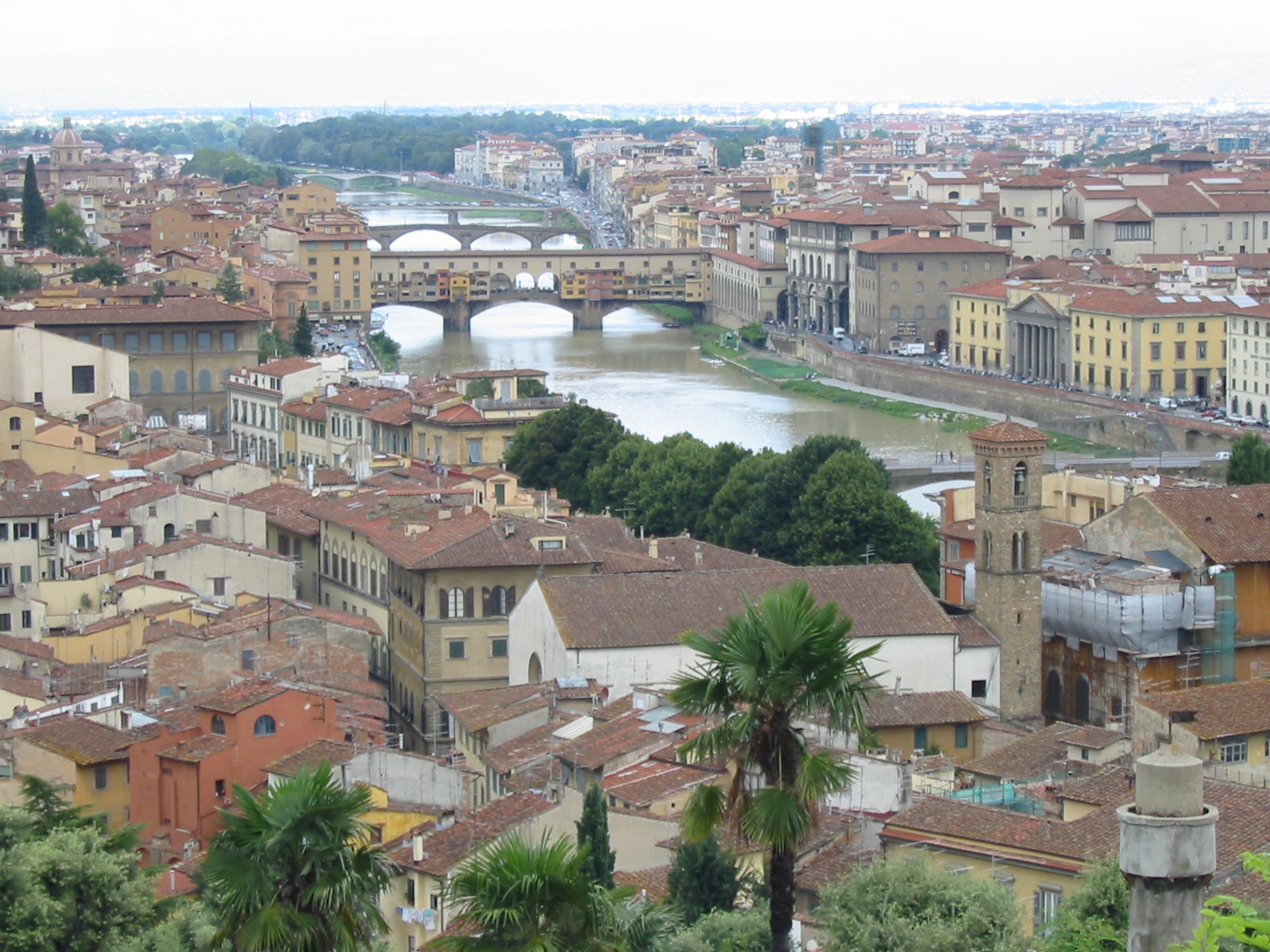
Les ponts sur l'Arno dont le Ponte Vecchio